# Prades, Pyrénées-Orientales
Prades (katalonsko Prada, Prada de Conflent) je naselje in občina v južni francoski regiji Languedoc-Roussillon, podprefektura departmaja Vzhodni Pireneji in nekdanje glavno mesto katalonske komarče Conflent. Leta 2010 je naselje imelo 6.081 prebivalcev.

## Geografija
Kraj leži v pokrajini Conflent ob vznožju gorskega masiva Canigó, na desnem bregu reke Têt, 40 km zahodno od Perpignana.

## Administracija
Prades je sedež istoimenskega kantona, v katerega so poleg njegove vključene še občine Campôme, Casteil, Catllar, Clara, Codalet, Conat, Corneilla-de-Conflent, Eus, Fillols, Fuilla, Los Masos, Molitg-les-Bains, Mosset, Nohèdes, Ria-Sirach, Taurinya, Urbanya, Vernet-les-Bains in Villefranche-de-Conflent z 13.692 prebivalci.
Naselje je prav tako sedež okrožja, v katerem se nahajajo kantoni Mont-Louis, Olette, Prades, Saillagouse, Sournia in Vinça z 43.545 prebivalci.

## Pobratena mesta
- Kitzingen (Nemčija),
- Lousã (Portugalska),
- Ripoll (Španija).